# 狐狸列那
《狐狸列那》（Reineke Fuchs）是中国上海美术电影制片厂和联邦德国曼弗雷德·杜尼约克电影电视制片公司联合制作的动画作品。根据德国作家歌德的长诗《列那狐》改编。

## 剧情简介
在中世纪的动物王国，宫廷勾心斗角，狐狸列那与狗熊勃伦、老狼伊桑格兰等斗争，最终摆脱了封建王国的统治，获得了自由。